# Coreani in Micronesia
I coreani in Micronesia sono le persone di origine o nazionalità coreana che vivono e lavorano nella macroregione della Micronesia. Essi formavano una popolazione significativa prima della seconda guerra mondiale, quando la maggior parte della regione era governata secondo il Mandato del Pacifico meridionale dell'Impero giapponese. Quando al termine della guerra l'area passò sotto il controllo degli Stati Uniti come territorio fiduciario delle Isole del Pacifico, la maggior parte dei coreani tornarono in patria. Secondo il rilevamento del 2013, circa settemila espatriati e immigrati sudcoreani e coreani americani risiedono nelle isole Marianne (Guam e Commonwealth delle Isole Marianne Settentrionali), che sono rimaste sotto il controllo degli Stati Uniti, mentre solo circa duecento espatriati sudcoreani risiedono nei paesi indipendenti della Micronesia.

## Era coloniale giapponese (1914 - 1945)
Poiché la domanda di manodopera aumentò notevolmente con lo scoppio della guerra, le autorità giapponesi si rivolsero alla penisola coreana come fonte di manodopera a basso costo. I primi 500 lavoratori coreani arrivarono nel gennaio 1939 e furono impiegati da Hōnan Sangyō K.K. (in giapponese 豊南産業株式会社) nella lavorazione della manioca. Da allora fino al febbraio 1940 arrivarono a Palau altre 13 spedizioni per un totale di 1 266 lavoratori coreani.
Un censimento del 1943 riportava che la popolazione coreana totale presente a Palau ammontava a 2 458, ovvero il 7,3% della popolazione dell'epoca di cui 864 vivevano a Babeldaob, altri 721 erano ospitati nella base navale sull'isola di Malakal, 539 vivevano ad Angaur e i restanti 334 erano sparsi in altre località.
Al momento della battaglia di Tinian nel luglio 1944, che portò l'isola di Tinian sotto il controllo degli Stati Uniti, erano presenti 2 400 coreani che salutarono con entusiasmo la loro liberazione dal colonialismo giapponese e donarono 666,35 dollari per promuovere lo sforzo bellico risparmiati dal loro salario di 35 centesimi al giorno.
Insieme ai giapponesi, i coreani furono tutti rimpatriati dopo la resa del Giappone che pose fine alla seconda guerra mondiale. Il processo di rimpatrio iniziò nel settembre 1945 e durò fino al maggio 1946. Il numero totale di rimpatriati in Corea da Palau è stato registrato superiore a 3 000 persone. In totale, in tutte le isole, i registri statunitensi mostrano 10 966 rimpatriati coreani (6 880 civili, 3 751 militari e 190 soldati), mentre i registri giapponesi mostrano solo 7 727.

## Dal 1945 ad oggi

### Territori degli Stati Uniti
Secondo le statistiche del Ministero degli Affari Esteri della Corea del Sud, ci sono 5 016 coreani residenti a Guam (1 933 coreani americani, 1 426 con status di immigrato, 133 studenti internazionali e 1 524 espatriati sudcoreani con altri tipi di visto) e 2 281 nelle Isole Marianne Settentrionali (159 coreani americani, 102 con status di immigrato, 214 studenti internazionali e 1 806 con altri tipi di visto).
La moderna immigrazione sudcoreana a Guam iniziò nel 1971.
Nel 1978 a Saipan, nelle Isole Marianne Settentrionali, fu costruito un memoriale ai soldati coreani dell'esercito imperiale giapponese morti durante la battaglia di Saipan. Da allora la comunità coreana locale ha tenuto cerimonie commemorative ogni anno. Nel giugno del 2005 l'imperatore del Giappone Akihito ha visitato il monumento per rendere omaggio.

### Altri territori
Solo circa 120-130 espatriati sudcoreani vivono a Palau, di cui circa 80 lavorano a un progetto a Babeldaob. La Corea del Sud si è classificata anche come il secondo paese di provenienza dei turisti in visita a Palau, dietro Taiwan. Nel giugno 2006 sono arrivati a Palau 5 507 turisti sudcoreani, con un incremento del 2% rispetto a giugno 2005.